# Swidnja
Swidnja (bułg. Свидня) – wieś w zachodniej Bułgarii, w obwodzie sofijskim, w gminie Swoge.
Miejscowość ta znajduje się w górzystym terenie, na północnym stoku Mała płanina. Położona 45 km od Sofii.